# Камышенка (Амурская область)
Камы́шенка — село в Завитинском районе Амурской области России. Входит в состав Успеновского сельсовета.

## География
Село Камышенка расположено к юго-западу от города Завитинска.
Через село проходит автотрасса Завитинск — Поярково, расстояние до районного центра — 10 км.
На запад от села Камышенка идёт дорога к селу Белый Яр, из окрестностей села идут дороги к сёлам Успеновка, Албазинка и Платово.
Расстояние до административного центра Успеновского сельсовета села Успеновка — 6 км.
Южнее села Камышенка на трассе Завитинск — Поярково расположены сёла Демьяновка, Ивановка и Иннокентьевка.

## Население
| 2002 | 2010 | 2012 | 2013 | 2014 | 2015 | 2016 |
| ---- | ---- | ---- | ---- | ---- | ---- | ---- |
| 249  | ↘220 | ↘207 | ↘203 | ↘197 | ↗200 | ↗204 |
| 2017 | 2018 |      |      |      |      |      |
| ↘203 | ↘200 |      |      |      |      |      |

## Улицы
- ул. Полевая,
- ул. Центральная,
- ул. Школьная.

## Экономика
Сельскохозяйственные предприятия Завитинского района.